# フラワーアーティスト

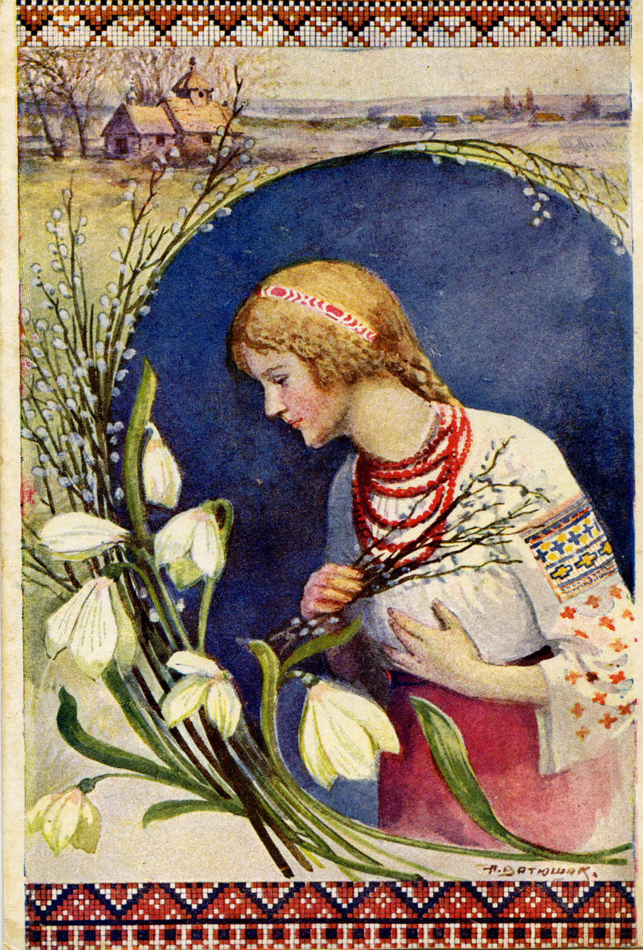
フラワーアーティスト

フラワーアーティストとは花を用いて芸術をするフラワーアートを制作する人のこと。花の芸術家。芸術の分野としては、彫刻（彫塑）・立体に分類される。

## 概要
主な材料として花を使用するため、それらの一回性・一時性から写真やインスタレーションなどの表現方法を用いることも多く、欧州や北米において古くは絵画を用いて表現された。
日本においては1960年代、笠原貞男によってはじめてフラワーアーティスト（フローラルアーティスト）という言葉が用いられたのが最初であると考えられる。その後、1980年代には土屋宗良や刈米義雄、1990年代からはダニエル・オストなどのフラワーアーティストが活躍。2000年代には柿崎順一や東信が出現。フラワーデザインや日本古来の華道（いけばな）、フラワーデコレーション（花卉装飾）とは一線を規す、「花の芸術」を産み出した。
フラワーデザイナーとは関係性は深く、フラワーデザイナーの作品または行為がアートに昇華されることも間々あるが、フラワーアーティストとフラワーデザイナーとは明確には別ものである。自称フラワーアーティストを名乗る者が多いが、アーティスト（芸術家）は芸術活動を行い、一定の功績を挙げ、また、社会的に認められた者のみを指す。

## 主要なフラワーアーティスト

### 日本
- 東信
- 柿崎順一
- 笠原貞男
- 川崎景太
- 栗崎昇
- 清野光
- 土屋宗良
- 中川幸夫
- 松田隆作
- 前田有紀

### 海外
- ダニエル・オスト
- グレゴール・レリッシュ（ドイツ語版）
- ターゲ・アンデルセン（デンマーク語版）